# خورطیف‌بین

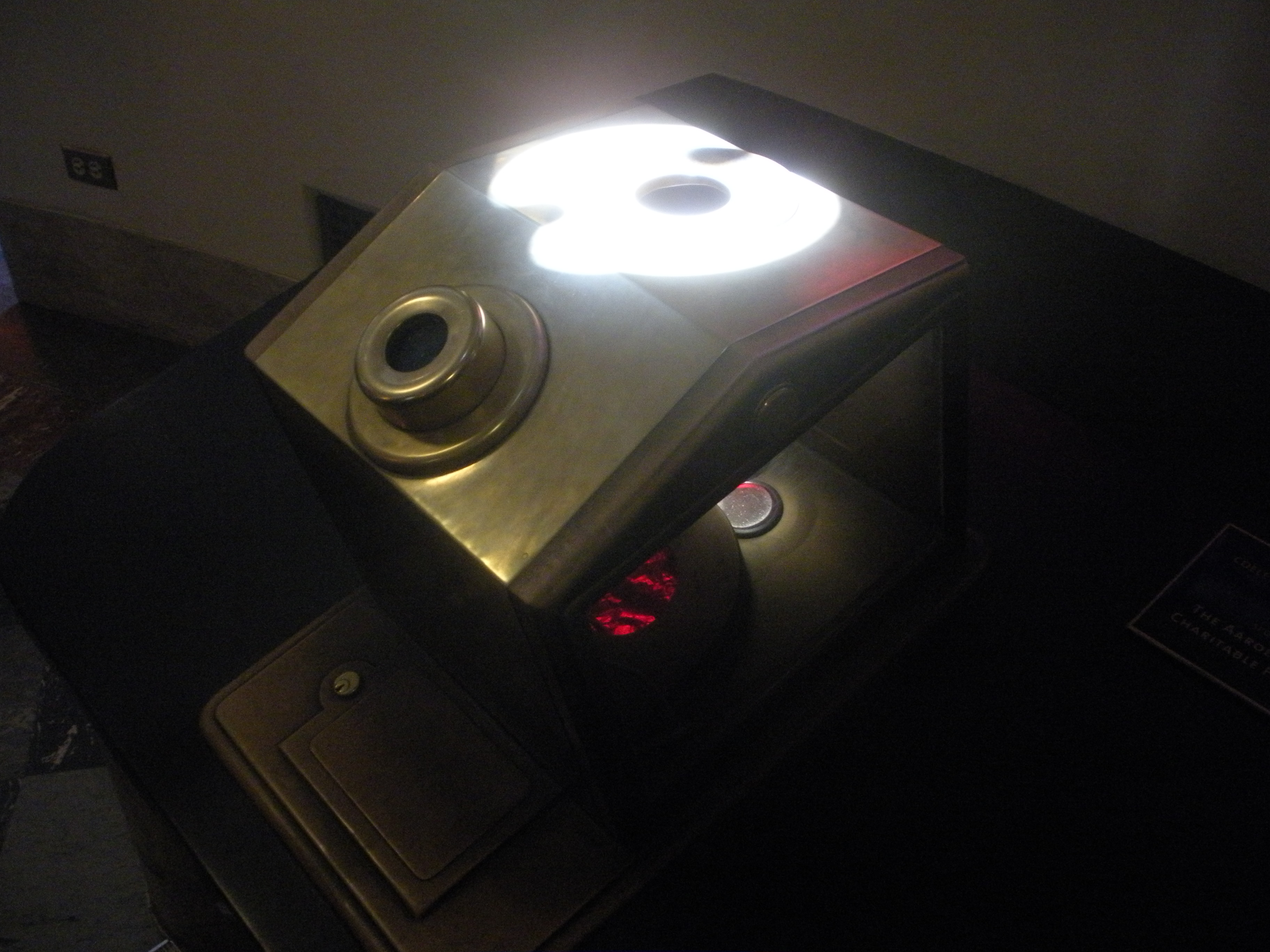
خورطیف‌بین در رصدخانه گریفیتس، تنظیم‌شده باهیدروژن-آلفا

خورطیف‌بین (انگلیسی: Spectrohelioscope) نوعی تلسکوپ خورشیدی است که توسط جرج الری هیل در سال ۱۹۲۴ طراحی شد. این ابزار امکان رصد خورشید در طول موج انتخابی نور را امکان‌پذیر می‌سازد. این نام از کلمات لاتین و یونانی گرفته شده است: "Spectro" به طیف مرئی، "helio" به خورشید و "scope" به تلسکوپ اشاره دارد.
خورطیف‌بین پایه، ماشین پیچیده‌ای است که از طیف‌سنج نوری برای اسکن سطح خورشید استفاده می‌کند. تصویر به‌دست‌آمده از لنز شیئی بر یک شکاف باریک متمرکز شده که تنها بخش نازکی از سطح خورشید را آشکار می‌کند. سپس نور از یک منشور یا توری پراش برای پخش نور در یک طیف عبور می‌کند. سپس طیف بر روی شکاف دیگری متمرکز می‌شود که تنها به بخش باریکی از طیف (طول موج نور مورد نظر برای مشاهده) اجازه عبور می‌دهد. نور در نهایت روی یک چشمی متمرکز می‌شود تا سطح خورشید دیده شود. با این حال، این منظره تنها یک نوار باریک از سطح خورشید خواهد بود. شکاف‌ها به صورت هماهنگ حرکت می‌کنند تا کل سطح خورشید را اسکن کرده و یک تصویر کامل ارائه کنند. به جای شکاف‌های متحرک می‌توان از آینه‌های متحرک مستقل برای انجام همان اسکن استفاده کرد: آینه اول برشی از خورشید را انتخاب می‌کند، آینه دوم طول موج مورد نظر را انتخاب می‌کند.
خورطیف‌نگار نیز ابزاری مشابه خورطیف‌بین است، اما خورشید را در یک طول موج خاص به صورت عکاسی به تصویر می‌کشد و هنوز از آن در رصدخانه‌های حرفه‌ای استفاده می‌شود.